# Линкольн, Генри
Ге́нри Ли́нкольн (англ. Henry Lincoln, при рождении — Ге́нри Со́скин — англ. Henry Soskin; 12 февраля 1930, Лондон, Великобритания — 24 февраля 2022) — британский писатель, телеведущий, сценарист и актёр второго плана.
Соавтор нескольких эпизодов научно-фантастического сериала «Доктор Кто» в 1960-е годы. Начиная с 1970-х годов, выступал как автор ряда книг и вдохновитель нескольких документальных фильмов для канала BBC Two, повествующих о якобы имевших место тайнах, окружающих французское поселение Рен-ле-Шато. Впоследствии выступал с серией лекций на эту тему, что в 1982 году нашло отражение в написанном в соавторстве с Майклом Бейджентом и Ричардом Ли псевдоисторическом исследовании «Святая Кровь и Святой Грааль», которое позднее было положено Дэном Брауном в основу романа «Код да Винчи».

## Биография

### Ранние годы
Родился в 1930 году в Лондоне. Окончил Королевскую академию драматического искусства. Под своим настоящим именем выступал в качестве сценариста и актёра второго плана. В 1964 году написал сценарий для одного эпизода сериала «Гастролёры» (англ. The Barnstormers) телекомпании Associated-Rediffusion, где также выступил в качестве главного актёра в двух эпизодах. Также Линкольн принимал участие в сериалах «Мстители» (в 1961 и 1963 годах), «Святой» (1967), «Человек в чемодане» (1968), «Чемпионы» (1969). В 1968 году сыграл эпизодическую роль араба в фильме «Не поднимай мост, обмельчи реку». Совместно с Мервином Хэйсманом написал сценарии для трёх эпизодов телесериала «Доктор Кто» — «Ужасные снежные люди» (1967), «Паутина страха» (1968) и «Доминаторы» (1968); а также сохранил авторские права на персонажа Бригадир Летбридж-Стюарт. Вместе с Мервином написал сценарий фильма «Проклятие багрового алтаря» (1968). Кроме того Линкольн написал сценарии и подготовил документальные фильмы для Би-би-си; серия Timewatch — «Человек в железной маске» (англ. The Man in the Iron Mask; 1988); серия «Тайны» (англ. Mysteries) — «Нострадамус» (англ. Nostradamus), «Проклятие фараонов» (англ. The Curse of the Pharaohs) и «Катары» (англ. The Cathars).

### Рен-ле-Шато
В 1969 году находясь на отдыхе в Севеннах Линкольн прочитал книгу Жерара де Седе «Проклятый клад Рен-ле-Шато» (фр. Le Trésor Maudit de Rennes-le-Château), повествующую о якобы скрытом в Рен-ле-Шато кладе тамплиеров. В книге были представлены копии пергаментных рукописей, который якобы обнаружил в своей церкви в полой колонне местный приходской священник Франсуа Беранже де Соньер.
Находясь под впечатление от прочитанной книги и описанных в ней якобы тайных кодов, спрятанных в латинском тексте, Линкольн сделал попытку провести исследование, что нашло своё отражение в ряде его публикаций. Кроме того, он подготовил три документальных фильма для серии Chronicle канала BBC Two — «Утерянное сокровище Иерусалима» (англ. The Lost Treasure of Jerusalem; февраль 1972 года), «Священник, художник и дьявол» (англ. The Priest, the Painter and the Devil; октябрь 1974 года), «Тень тамплиеров» (англ. The Shadow of the Templars; ноябрь 1979 года).
Один из представленных пергаментов (впоследствии оказавшемся подделкой, поскольку текст был написан на современном французском языке, а не на том же языке XVIII—XIX веков) содержал ряд выступающих букв, которые в латинском текст образовывали следующее послание: «Это сокровище принадлежит королю Дагоберту II и Сиону, и здесь он упокоился» (фр. À Dagobert II Roi et à Sion est ce trésor et il est là mort). Это высказывание относится к последнему правящему монарху из рода Меровингов, который не имел наследника и был убит, из-за чего династия пресеклась. Однако поздние исследования установили, что де Седе написал свою книгу с подачи Пьера Плантара, и она стала одним из звеньев крупной мистификации, целью которой было доказательство существования тайного общества Приорат Сиона и обоснование притязаний самого Плантара на преемственность власти Дагоберту II.

### «Святая Кровь и Святой Грааль»
Генри Линкольн получил широкую известность как соавтор вышедшего в 1982 году бестселлера «Святая Кровь и Святой Грааль», который вызвал бурные споры. В середине 1970-х годов, когда Линкольн читал лекции в летней школе, он познакомился с писателем Ричардом Ли. Ли в свою очередь познакомил Линкольна с фотожурналистом Майклом Бейджентом, который в это же время занимался сбором сведений для работы над проектом о тамплиерах. Все трое обнаружили, что имеют общее увлечение историей этого рыцарского ордена, и это навело их на мысль попытаться создать теорию о том, что Иисус Христос был женат Марии Магдалине и от этого брака произошло потомство, которое породнилось с династией Меровингов.
Совместная работа Линкольна, Ли и Бейджента нашла своё воплощение в ряде лекций и написании книги «Святая Кровь и Святой Грааль», где под Святым Граалем авторы обозначили потомство Иисуса и Марии Магдалины, которое на протяжении веков находилось под надёжной защитой тайного общества под названием Приорат Сиона. Все эти идеи позднее стали основой для сюжета книги Дэна Брауна «Код да Винчи».
Книга получила крайне отрицательную оценку со стороны учёных. Британский историк-медиевист Ричард Барбер отмечал: «Я взялся за книгу пока это важно, чтобы опровергнуть и разобрать „Святую Кровь и Святой Грааль“ шаг за шагом: в сущности это текст, построенный на косвенных намёках, а не входе обстоятельного научного обсуждения».

### Судебный иск против Дэна Брауна
Некоторые из идей, высказанных в книге «Святая Кровь и Святой Грааль» послужили основой для бестселлера Дэна Брауна «Код да Винчи».
В марте 2006 года Майкл Бейджент и Ричард Ли подали судебный иск против издательства Random House выпустившего книгу Брауна, заявив о нарушении их авторских прав. 7 апреля 2006 года Высокий суд Лондона в лице судьи Питера Смита отклонил иск.
По общему мнению Линкольон не был вовлечён в тяжбу, поскольку в это время болел. Однако сам Линкольн в вышедшем на экраны 10 мая 2006 года документальном фильме «Разоблачено… Человек стоящий за Кодом да Винчи» (англ. Revealed… The Man behind the Da Vinci Code) Channel 5 заявил, что не захотел принимать участие в судебных разбирательствах, поскольку идеи представленные в книге «Святая Кровь и Святой Грааль» не являлись самобытными и поступок Брауна можно назвать не более чем «мелкой шалостью» (англ. a bit naughty). А, например, астролог Лиз Грин, родная сестра Ричарда Ли и подруга Майкла Бейджента, в 1980 году уже использовала тему родословной Иисуса Христа при написании своей книги «Мечтатель из лозы» (англ. The Dreamer of the Vine) и не подавала никакого иска с обвинением в плагиате.

### Борнхольм

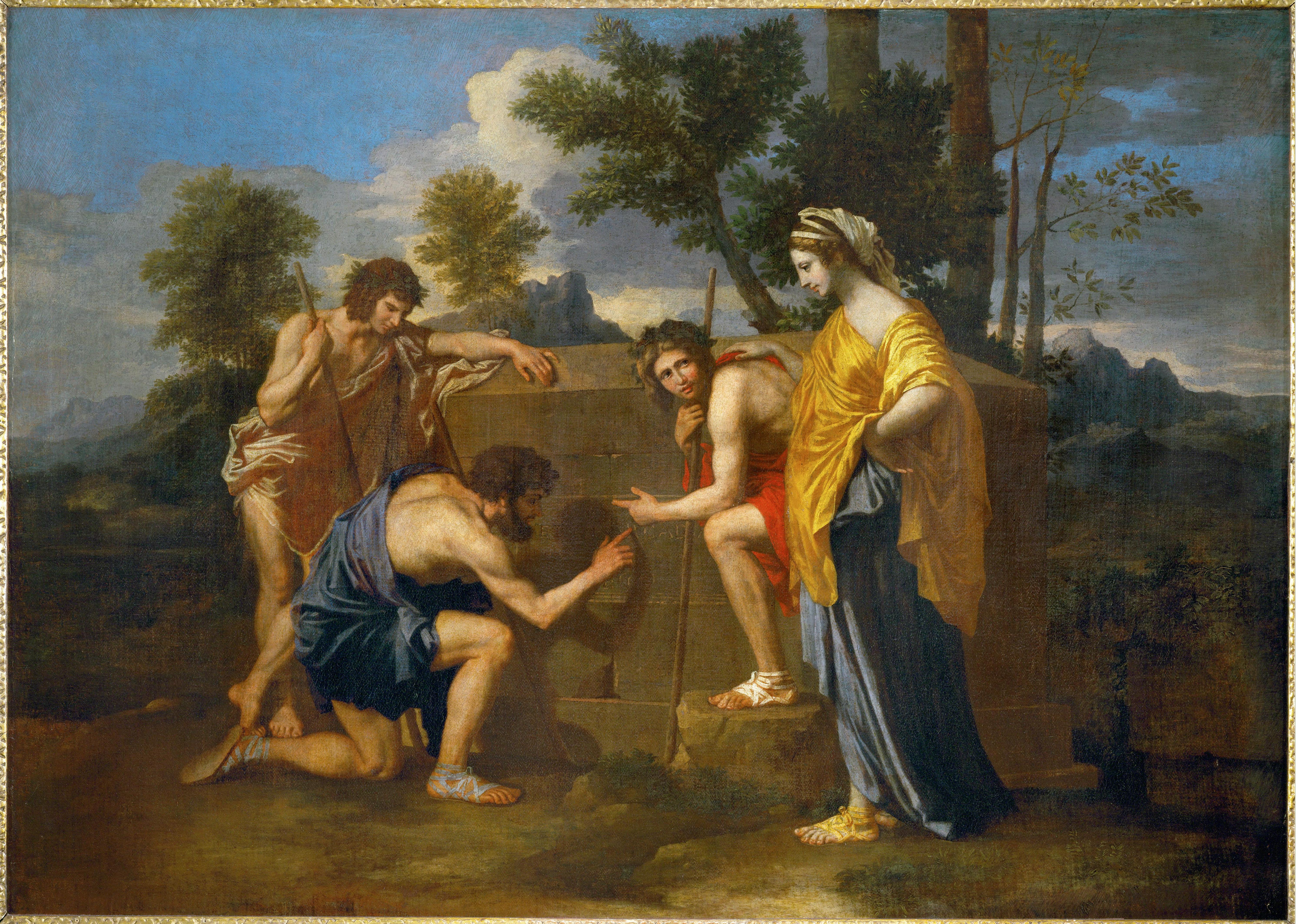
«Пастухи Аркадии», Никола Пуссен

В 1993 году Линкольон написал сценарий для четырёхсерийного документального фильма «Тайна» (англ. The Secret), продюсером и режиссёром которого выступил Эрлинг Хаагенсен. В нём были представлены отдельные стороны продолжительного исследования Линкольном Рен-ле-Шато, в ходе которого была сделана попытка найти связь между окружающей местностью и картиной «Пастухи Аркадии» (фр. Les Bergers d'Arcadie) французского художника XVII века Никола Пуссена. В 2000 году в сотрудничестве с Хаагенсеном Линкольн написал книгу «Тайный остров тамплиеров» (англ. Templar's Secret Island), где была сделана попытка обосновать гипотезу о наличии сакральной геометрии в средневековых церквях вокруг Рен-ле-Шато и острова Борнхольм. В дальнейшем оба пришли к выводу, что тамплиеры построили на Борнхольме церкви по особой схеме, для того, чтобы использовать их как астрономические обсерватории.
Историк и писатель Шаран Ньюман отмечает, что выводы авторов книги «основаны на нескольких отрывочных данных и ряде предположений, которые подкрепляются неточными сведениями», а также добавляет, что нет достоверных исторических данных о пребывании тамплиеров в Дании.
Ведущие историки и специалисты по средневековой архитектуре считают, что четыре церкви с центральным планом в поселениях Ни, Ниларс, Ольс и Остерларс на Борнхольме были построены во времена паломничества Сигурда I Крестоносца с целью отвоевания Иерусалима, которое датируется между 1107 и 1111 годами. Шаран Ньюман отмечает: «Идея строительства церквей по образцу Храма Гроба Господня в Иерусалиме не была новой. За сотни лет до того, как был основан Орден тамплиеров, церковь бенедиктинцев в Сен-Бенинь в Дижоне была сооружена с круглым нефом в подражание Гробу Господню. Даже госпитальеры строили круглые церкви».

### Militi Templi Scotia
8 ноября 2003 года самозваная организация «Militi Templi Scotia» в знак признания работ по сакральной геометрии и истории тамплиеров присвоила Линкольну самозванный дворянский титул «Почётное рыцарство». Церемония награждения Линкольна описана в книге гонзо-журналиста Кристофера Доуза «Рэт Скэбис и Святой Грааль».

## Сочинения
- The Holy Blood and the Holy Grail, 1982, UK ISBN 0-09-968241-9
  - U.S. paperback: Holy Blood, Holy Grail, 1983, Dell. ISBN 0-440-13648-2
- The Messianic Legacy[англ.], 1986